# Nacho Libre
Nacho Libre és una pel·lícula familiar de comèdia esportiva del 2006 escrita per Jared Hess, Jerusha Hess i Mike White, i dirigida per Jared Hess. És protagonitzada per Jack Black com a Ignacio, un frare catòlic i fan secret de la lluita lliure que treballa com a lluitador per guanyar diners per a l'orfenat on treballa. La pel·lícula està basada lliurement en la història de Fray Tormenta, àlies de Sergio Gutiérrez Benítez, un sacerdot catòlic mexicà que va lluitar durant 23 anys per donar suport a l'orfenat que dirigia. La pel·lícula va ser produïda per Paramount Pictures, Nickelodeon Movies i Black & White Productions. S'ha subtitulat al català.
La pel·lícula es va rodar íntegrament a Oaxaca (Mèxic).